# Kolumna (przystanek kolejowy)
Kolumna – przystanek kolejowy i posterunek odstępowy na linii kolejowej nr 14 w Łasku, w dzielnicy Kolumna, w województwie łódzkim, w Polsce. Według klasyfikacji PKP ma kategorię dworca aglomeracyjnego.

## Ruch pasażerski[2]
| Rok  | Wymiana pasażerska na dobę |
| ---- | -------------------------- |
| 2017 | 300-499                    |
| 2018 | 300-499                    |
| 2019 | 300-499                    |
| 2020 | 200-299                    |
| 2021 | 300-499                    |
| 2022 | 300-499                    |
| 2023 | 300-499                    |